# Custódio Martins de Sousa
Custódio Martins de Sousa (Laguna, 12 de novembro de 1846 — Paquetá, 7 de fevereiro de 1919) foi um comerciante e político brasileiro.
Filho de Domingos Custódio de Sousa e Maria Cândida.
Foi deputado à Assembleia Legislativa Provincial de Santa Catarina na 23ª legislatura (1880 — 1881).